# 您们
周世安认为，“您们”在现代汉语中是表示第二人称复数的词。您们在老北京人口语和现代著名作家的文章中确有使用。
1980年始，《语文学习》、《中国语文通讯》、《语文研究》、《中国语文》、《汉语学习》等发表了讨论“您们”规范问题的文章。在语言学界中，对于“您们”，王力、丁声树等否定，黄伯荣、廖序东、宋玉柱等半肯定，伍铁平、王振崑、马庆株、邢福义等肯定。
据聆父总结，反对“您们”用法的传统观点依据有三：一、历史上看，“您”是“你们”的合音，已是复数；二、“您”的韵尾是n，“们”的声母是n，“发音部位不同的两个鼻音连续发音很别扭。”三、北京人不说“您们”。 邢福义认为：使用上看，一、口语上，老北京人确有使用；二、书面上，著名作家一再使用。理论上看，一、“您们”有难以取代的语用地位；二、“您们”遵循类化规则——和“你们”、“他们”相类；三、“您们”的使用“完全是现代人们在交际生活中的语用需要”。
中華人民共和國的《国家通用语言文字知识手册·词语篇》指出语言随着社会的发展而发展，语言要适应社会生活的需要。因此，社会生活中“您们”可以用于敬称对方。在口头和书面祝贺时都可以说“祝您们节日快乐！”